# رشدي سعيد
رشدي سعيد (1920-2013)، أحد أبرز رجال العلم في مصر وهو أستاذ في الجيولوجيا، تولي إدارة مؤسسة التعدين والأبحاث الجيولوجية في الفترة من 1968 – 1977 فكان له دور كبير في تنمية هذه المؤسسة، إلى جانب دوره في الاكتشافات التعدينية التي مكنت مصر من التغلب على ما فقدته بعد احتلال سيناء.
أتيحت له فرصة العمل السياسي في فترة الستينات والسبعينات كعضو في مجلس الشعب وفي الاتحاد البرلماني الدولي. لتشمله في النهاية قرارات اعتقال 1981 ليتغرب ويضطر لبيع مكتبته العلمية ليستطيع الحياة في الولايات المتحدة. رشدي سعيد.. أختار هذا العالم الفريد تخصصاً نادراً وهو جيولوجية مصر وأصدر كتابا بهذا الاسم نال به إعجاب علماء العالم وأصبح مرجعا معترفا به على المستوى المحلي والعالمي.
يُعد أيضا من أبرز خبراء الري وأحد العارفين بأسرار نهر النيل، وله كتب ومقالات عديدة حول التعدين والري والزراعة في مصر والمنطقة بوجه عام، وكان مشروعه الذي كرس له سنوات عمره، هو نهضة مصر والارتقاء بالإنسان المصري. شغل منصب أستاذ بجامعة القاهرة في الفترة من 1950 حتى 1968، تولي إدارة مؤسسة التعدين والأبحاث الجيولوجية في الفترة من 1968 – 1977، ساهم في الاكتشافات التعدينية التي مكنت مصر من التغلب على ما فقدته بعد احتلال سيناء، ثم قدم استقالته من إدارة المؤسسة.
كرمه الرئيس المصري الراحل جمال عبد الناصر في عام 1962، حيث سلمه وسام العلوم والفنون من الطبقة الأولي، وحصل على جائزة الريادة لعام 2003 من الجمعية الأمريكية لجيولوجيي البترول، وذلك تقديرا لأعماله العلمية في مجال جيولوجيا مصر والشرق الأوسط، التي وصفتها بأنها فتحت آفاقا جديدة لتطبيق هذا العلم في مجال البحث عن البترول في المنطقة.

## البداية
ولد رشدي سعيد عام 1920 بحي القللي بشبرا، من أسرة متوسطة الحال تعود أصولها لمحافظة أسيوط والتحق بكلية علوم القاهرة سنة 1937 وتخرج فيها عام 1941 بمرتبة الشرف الأولي ثم عين معيداً بالكلية، وبدأ تدريس الجيولوجيا بالكلية بعد عودته من بعثته العلمية بجامعة زيورخ بسويسرا سنة 1951. كان أول مصري يحصل على الدكتوراه من جامعة هارفارد الأمريكية، قبل أكثر من 60 عاما. عاش في واشنطن في الولايات المتحدة الأمريكية من عام 1981 حتى وفاته في فبراير عام 2013 وكان عميد المجتمع المصري في واشنطن.

## حياته العملية
عمل بالتدريس في جامعة القاهرة حتى عام 1968 حيث تولى بناء وإدارة مؤسسة التعدين الجيولوجية وظل في موقعه حتى عام 1977.
شغل عضوية البرلمان لعدة سنوات واعتقل يوم 5 سبتمبر عام 1981 ضمن 1536 من المثقفين والسياسيين في نهاية عهد الرئيس السابق أنور السادات ليغادر البلاد بعد الإفراج عنه في العام نفسه.

## مشروع تحويلوادي النيل
هو مشروع إقترحه رشدي سعيد لتعمير الصحراء الشاسعة في مصر وتحويلها إلى أراضي مستغلة، يعتمد مشروع الدكتور رشدي سعيد على تعمير جزء من الصحراء يرتبط بوادي النيل بشبكة محكمة من المواصلات والاتصالات. ويقترح إقامته في المنطقة الواقعة شمال الصحراء الغربية والتي يحدها البحر المتوسط من الشمال ومنخفض القطارة وواحة سيوة من الجنوب، بسبب اعتدال مناخها وانبساط تضاريسها وقربها من مناطق الطاقة – حقول الغاز الطبيعي – ومراكز العمران والبحر الذي يمكن استخدام مياهه في التبريد في كثير من الصناعات.

## أهم المؤلفات
- Foraminifera of the northern Red Sea. 1949(منخريات شمال البحر الأحمر).
- -The River Nile (نهر النيل) 1993.
- -The geological survey of Egypt, 1896-1971 (مسح جيولوجي لمصر، 1896-1971)
- -Science and politics in Egypt (العلم والسياسة في مصر).
- -Explanatory notes to accompany the geological map of Egypt (ملاحظات تفسيرية في اصطحاب خريطة مصر الجيولوجية).
- -Subsurface geology of Cairo area 1975 (جيولوجيا ما تحت سطح منطقة القاهرة).
- -The geology of Egypt 1962 (جيولوجيا مصر).
- -الحقيقة والوهم في الواقع المصري 1996.
- -The geological evolution of the River Nile 1981. (التطور الجيولوجي لنهر النيل).
- -رحلة عمر 2000.

## وفاته
توفي في الولايات المتحدة عن عمر يناهز (93 عاما) في يوم الجمعة الموافق 8/2/2013 بعد حياة حافلة في مجال العلوم، شغل خلالها عضوية البرلمان المصري، كما ألف عدة كتب أحدها من المراجع البارزة عن نهر النيل.
وقال الباحث الاقتصادي المصري أحمد السيد النجار، إن سعيد توفي وهو بصحبة ابنته بواشنطن، مضيفًا: «لا يدري هل ستعيده ابنته إلى مصر أم لا».
وقال النجار، في صفحته على الفيسبوك إن سعيد «يستحق تكريما يليق بقيمته وقامته وإسهامه الرائع في قضايا المياه وحوض النيل في خدمة مصر التي عشق كل ذرة من ترابها وأعطاها عمره وروحه وعصارة فكره... إنه فخر لكل مصري».

## وصلات خارجية
- حوار صحفي د. رشدي سعيد
- رشدى سعيد، المصري اليوم في 5 أغسطس 2010
- جنازة رشدى سعيد توقف حركة المرور في فرجينيا، المصري اليوم في 13 فبراير 2013
- رشدى سعيد.. الباحث عن الثروات، المصري اليوم في 10 فبراير 2013
- مئات المصريين والعرب يُشَيِّعون العالِم رشدي سعيد بالولايات المتحدة الأمريكية، المصري اليوم في 12 فبراير 2013
- رشدي سعيد يكتب: «صدقي».. رجل الدولة الذي فقدته مصر، المصري اليوم في 28 يناير 2008
- د. رشدى سعيد يتحدث لـ «المصري اليوم» حول «اتفاقية النيل»: إثيوبيا أصل الأزمة ومفتاح الحل ، المصري اليوم في 25 مايو 2010
- رشدي سعيد يهاجم الحكومة وتوشكي والساحل الشمالي ، المصري اليوم في 8 مارس 2006
- رشدي سعيد: النيل لا يستوعب أي حصص إضافية من المياه، المصري اليوم في 14 مارس 2008
- وزارة الثقافة تكرم رشدي سعيد ، المصري اليوم في 18 أبريل 2007
- رشدي سعيد: توشكي مشروع فاشل.. ويهدر «أحلي مياه مصر» لصالح 6 مستثمرين، المصري اليوم في 9 مارس 2007
- رشدي سعيد يدعو إلي تحويل توشكي إلي منطقة صناعية، المصري اليوم في 27 مارس 2007
- «ملامح».. رشدي سعيد: فكرة الانتقال للصحراء أصبحت مقبولة رغم صعوبة تعميرها، المصري اليوم في 27 مايو 2007
- د. رشدى سعيد والنيل ومآثر لا تُحصى، المصري اليوم في 29 مايو 2010
- رشدى سعيد.. ونزيف مواردنا الطبيعية، المصري اليوم في 4 مارس 2009
- رشدي سعيد يتحدث عن «أزمة النيل»، المصري اليوم في 6 يونيو 2006
- «المصري» يحاور رشدي سعيد، المصري اليوم في 4 أكتوبر 2010
- رشدى سعيد: «الفتنة الطائفية» يجب أن تتصدر أولويات الرئيس وتدخُّل الكنيسة في السياسة مرفوض، المصري اليوم في 3 أكتوبر 2010
- رشدي سعيد: المدارس الأجنبية «بوظت» مصر.. والتعليم الديني يساعد علي تفتت الأمة، المصري اليوم في 30 يناير 2008
- د. رشدي سعيد يكتب عن مستقبل الطاقة والأرض والمياه في مصر (1-3)أرض مصر ستختفي.. والمسؤولون يعيشون وهم نقل الزراعة إلي الصحراء ، المصري اليوم في 29 يناير 2008
- رشدي سعيد.. الحالم بتعمير صحراء مصر باع مكتبته لمواجهة الحياة في أمريكا، المصري اليوم في 7 يونيو 2007
- رشدي سعيد.. العالم الذي عاش مغترباً ومات منسياً ، جريدة الشعب الجديدة في 14 فبراير 2013
- رشدي سعيد.. حجر مصري كريم، المصري اليوم في 12 فبراير 2013
- عالم الجيولوجيا الراحل رشدي سعيد قبل رحيله: رمسيس الثالث آخر حاكم صالح!، محيط في 10 فبراير 2013
- وفاة عالم الجيولوجيا المصري رشدي السعيد، الجزيرة نت في 9 فبراير 2013
- رشدي سعيد.. عاشق تراب مصر، مصراوي في 12 فبراير 2013
- وفاة عالم الجيولوجيا المصري رشدي سعيد في الولايات المتحدة، بوابة الأهرام العربي ف 9 فبراير 2013
- وداعا رشدي سعيد ، الأهرام في 13 فبراير 2013
- وفاة عالم الجيولوجيا المصري رشدي سعيد بالولايات المتحدة عن 93 ، الشروق في 9 فبراير 2013
- حمدين صباحى ينعى العالم المصرى رشدي سعيد، الصباح في 11 فبراير 2013
- وفاة عالم الجيولوجيا المصري رشدي سعيد عن عمر يناهز 93 عاماً، العربية في 9 فبراير 2013
- رشدى سعيد وذلك الجيل الرائع من المثقفين المصريين، أخبارك
- العالم المصري الدكتور رشدي سعيد في ذمة الله، هسبريس في 10 فبراير 2013
- وفاة عالم الجيولوجيا المصري رشدي سعيد بالولايات المتحدة عن 93 عامًا، المصري اليوم في 9 فبراير 2013
- جنازة رشدي سعيد  ، المصري اليوم في 12 فبراير 2013
- المصريين الأحرار ينعى العالم الكبير رشدى سعيد، الجمهورية اونلين في 10 فبراير 2013
- «رشدي سعيد».. مهموم مصر الذي لا يعرفه المصريون ، البديل في 9 فبراير 2013
- وفاة «أبو الجيولوجيا المصرية» رشدي سعيد عن 93 عاما، أخبار اليوم في 9 فبراير 2013
- «القاهرة 2052» - «2050 سابقاً» يضم مخططات الباز وحمزة ورشدى سعيد وجمال حمدان ، المصري اليوم في 27 سبتمبر 2011
- رحلة عطاء من أجل مصر  ، الأهرام في 16 فبراير 2013
- وداعا رشدي سعيد  ، الأهرام في 13 فبراير 2013
- رحيل رشدي سعيد أبو الجيولوجيا في مصر  ، الأهرام في 10 فبراير 2013
- تنمية الصحاري والاستفادة من الطاقة الشمسية في مؤتمر  ، الأهرام في 5 يونيو 2011
- لا توجد في مصر سياسة مائية ثلث ماء النيل يذهب للبحر ، الأهرام في 8 سبتمبر 2007
- دكتور مصطفي كمال العيوطي ، الأهرام في 27 ديسمبر	2006
- مجرد راى- حقيقة توشكي ، الأهرام في 26 مارس	2006
- من قريب ، الأهرام في 24 يناير	2006
- الجامعة الأمريكية تهدي الدكتوراه الفخرية لـ زاهي حواس ورشدي سعيد، الأهرام في 11 فبراير	2005
- معضلات عصرية - الزلزال: هل من ضارة نافعة؟! ]، الأهرام في 13 يناير	2005
- الأمر يحتاج لمراجعة ، الأهرام في 24 سبتمبر	2003
- د. فوزي هيكل (1935 ـ2002) ، الأهرام في 6 مارس	2002
- حان وقت إعادة النظر ، الأهرام في 22 أغسطس	2001
- نقاط الاتفاق والاختلاف مع مقالتي د. رشدي سعيد ، الأهرام في 8 أغسطس	2001
- مشكلات توزيع مياه النيل بين دول الحوض 4 بدائل للتنمية الجماعية ومنع الإخلال بنظام النهر ، الأهرام في 4 يوليو	2001
- مشكلات توزيع مياه النيل بين دول الحوض المصادر المتاحة لكل دولة يجب أن تدخل في الاعتبار ، الأهرام في 27 يونيو		2001
- رحلة عمر.. عالم مصري، الأهرام في 5 نوفمبر			2000
- لوكان خالي الهلالي..! ، الأهرام في 16 يوليو			2000
- مع الدكتور رشدي سعيد، الأهرام في 9 يوليو			2000
- د. رشدي سعيد... والأمل المتجدد، الأهرام في 4 يونيو			2000
- من قريب، الأهرام في 20 أبريل		2000
- وجهة نظر - ضرورة الإعداد لتحديات ما بعد التسوية، الأهرام في 12 أبريل	2000
- من قريب، الأهرام في 29 فبراير		2000
- من قريب، الأهرام في 14 فبراير		2000
- Egyptian geologist Roshdi Saeed dies at 93 Ahram Online - 9 Feb 2013
- Prominent geologist Roshdi Saeed dies at age 93 Egypt Independent - 11 Feb 2013